# Stylidium muscicola
Stylidium muscicola är en tvåhjärtbladig växtart som beskrevs av Ferdinand von Mueller. Stylidium muscicola ingår i släktet Stylidium och familjen Stylidiaceae. Inga underarter finns listade i Catalogue of Life.